# トカラ文字
トカラ文字とは、ブラーフミー文字の一種で、中央アジアのインド・ヨーロッパ語族に属すトカラ語を記すのに用いられた文字。とりわけ、8世紀頃から（あるいは、もっと早く）、ヤシの葉、木版、中国紙などに書かれたものが、タリム盆地の極度に乾燥した気候によって保存されている。言語サンプルの出土地点は、クチャ、カシュガルなどで、多くの壁面上の記述を含む。
　トカラ語Aとトカラ語Bは相互に理解可能ではない。正確に言えば、試験的な解釈に依拠する「twqryはTokharoiに関連づく」という説は、本来、トカラ語Aのみがトハラ人に結び付くのであって、トカラ語Bの方はクチャ語（話者自身の呼び名に従えばkuśiññe）と呼ぶべきである。しかし、学術研究においては、両者の文法は通常一緒に扱われるため、AとBという呼称は都合が良いと考えられている。共通の原トカラ語は、少なくとも数世紀は遡れる言語でなければならないが、恐らくは、紀元前1世紀頃と推定される。また、トカラ語Aは、地理的範囲の狭さと世俗的文書の少なさから、これを典礼言語とし、両者は漢文と現代中国語のような関係性にあったのではないかとも考えられている。しかしながら、トカラ語文書全般の保存状態が断片的であるがために、トカラ語Aの世俗的コーパスが少ないことを断定できるわけではない。
　トカラ語で使用される文字は、ブラーフミー系文字のアルファベット音素（アブギダ）に由来しており、斜体のブラーフミー文字とも称される。手稿の多くが既に知られている仏典をサンスクリット語から翻訳したものであることが明らかとなり、これが時には2言語併記であったことから、新しい言語の解読は大いに促進された。仏教やマニ教などの宗教書以外では、寺院における往来書簡や帳簿、商業文書、キャラバンの許可証、医術、呪術、恋愛詩などがある。彼らの多くは、マニ教の二元論と仏教を信仰していた。
　1998年に中国の言語学者季羨林は、1974年に焉耆で発見された弥勒会見記断片に関する翻訳および分析を出版した。
　トカラ文字は、恐らく、ウイグルがキルギズによってモンゴル高原から駆逐されてタリム盆地へと逃れた頃、840年以降に絶滅したと考えられる。この説は、トカラ語から翻訳されたウイグル語文書の発見を支持するものである。ウイグルによる支配の時期、人々はウイグル人と同化していき、現代の新疆の民族構成が形成されていった考えられる。

## トカラ文字
トカラ文字は、ブラーフミー文字を基礎とする文字である。全ての子音は最初から母音を持っており、母音記号を使って追加することができ、また、ヴィラーマと呼ばれる特殊な取消記号を使って母音を無効化することもできる。ブラーフミー文字と同様に、連続した子音を重ねることができ、また、不規則な重ね形として(ra)がある。

### 文字表
| 独立              | A   | Ā   | I    | Ī   | U    | Ū   |
| ----------------- | --- | --- | ---- | --- | ---- | --- |
| 独立              |     |     |      |     |      |     |
| R̥                 | R̥̄   | E   | Ai   | O   | Au   | Ä   |
|                   |     |     |      |     |      |     |
| 記号 (に付随する) | Tha | Thā | Thi  | Thī | Thu  | Thū |
| 記号 (に付随する) |     |     |      |     |      |     |
| Thr̥               | Thr̥̄ | The | Thai | Tho | Thau | Thä |
|                   |     |     |      |     |      |     |

| 軟口蓋音 | Ka | Kha | Ga | Gha | Ṅa |
| -------- | -- | --- | -- | --- | -- |
| 軟口蓋音 |    |     |    |     |    |
| 硬口蓋音 | Ca | Cha | Ja | Jha | Ña |
| 硬口蓋音 |    |     |    |     |    |
| そり舌音 | Ṭa | Ṭha | Ḍa | Ḍha | Ṇa |
| そり舌音 |    |     |    |     |    |
| 歯音     | Ta | Tha | Da | Dha | Na |
| 歯音     |    |     |    |     |    |
| 唇音     | Pa | Pha | Ba | Bha | Ma |
| 唇音     |    |     |    |     |    |
| 共鳴音   | Ya | Ra  | La | Va  |    |
| 共鳴音   |    |     |    |     |    |
| 歯擦音   | Śa | Ṣa  | Sa | Ha  |    |
| 歯擦音   |    |     |    |     |    |

| 無声声門摩擦音 | アヌスヴァーラ | ヴィラーマ (に付随する) | ジヴァムリヤ | ウパドゥマニヤ |
|                |                |                         |              |                |

## 参照
1. ↑  "Fragments of the Tocharian", Andrew Leonard, How the World Works, Salon.com, January 29, 2008
2. ↑  "Review of 'Fragments of the Tocharian A Maitreyasamiti-Nataka of the Xinjiang Museum, China. In Collaboration with Werner Winter and Georges-Jean Pinault by Ji Xianlin'", J. C. Wright, Bulletin of the School of Oriental and African Studies, University of London, Vol. 62, No. 2 (1999), pp. 367–370
3. ↑  "Fragments of the Tocharian a Maitreyasamiti-Nataka of the Zinjiang Museum, China", Ji Xianlin, Werner Winter, Georges-Jean Pinault, Trends in Linguistics, Studies and Monographs
4. ↑  Gippert, Jost. “Tocharian Brahmi Script”.   TITUS Didactica. 2013年5月8日閲覧。